# Buron
Pour les articles homonymes, voir Buron (homonymie).

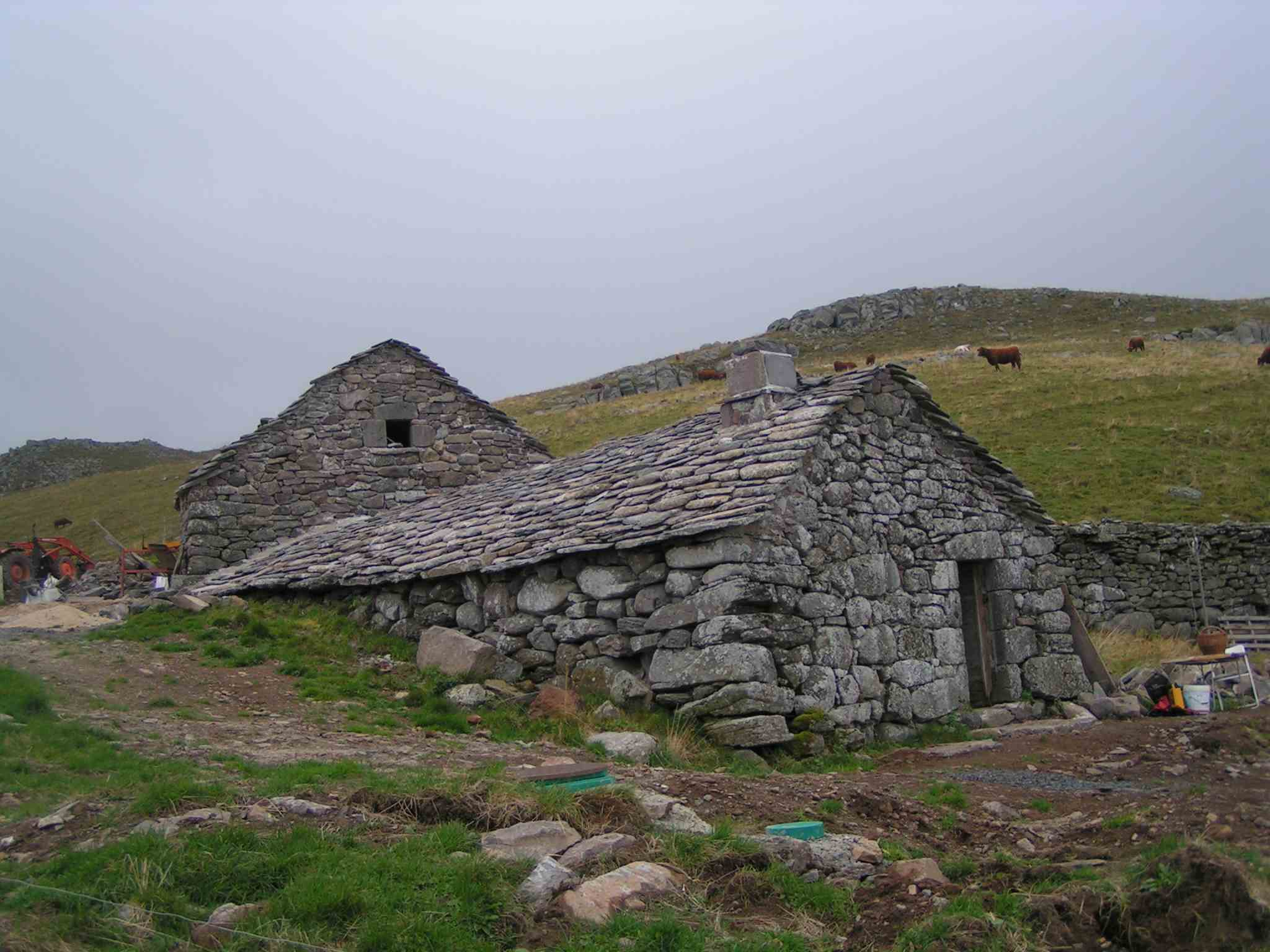
Burons de la Fumade (commune de Saint-Jacques-des-Blats) près du puy Griou.

Un buron est un bâtiment en pierre, couvert de lauzes ou d'ardoises, que l'on trouve sur les « montagnes », pâturages en altitude que les éleveurs de vallée possèdent et exploitent de façon saisonnière dans les monts du Cantal, l'Aubrac, le Cézallier, la Margeride et les monts Dore. Ils servent à abriter la fabrication du fromage : le cantal, le laguiole ou fourme d'Aubrac, le saint-nectaire lors de l’estive (de mi-mai à mi-octobre), et à loger les buronniers.

## Apparition et évolution du terme

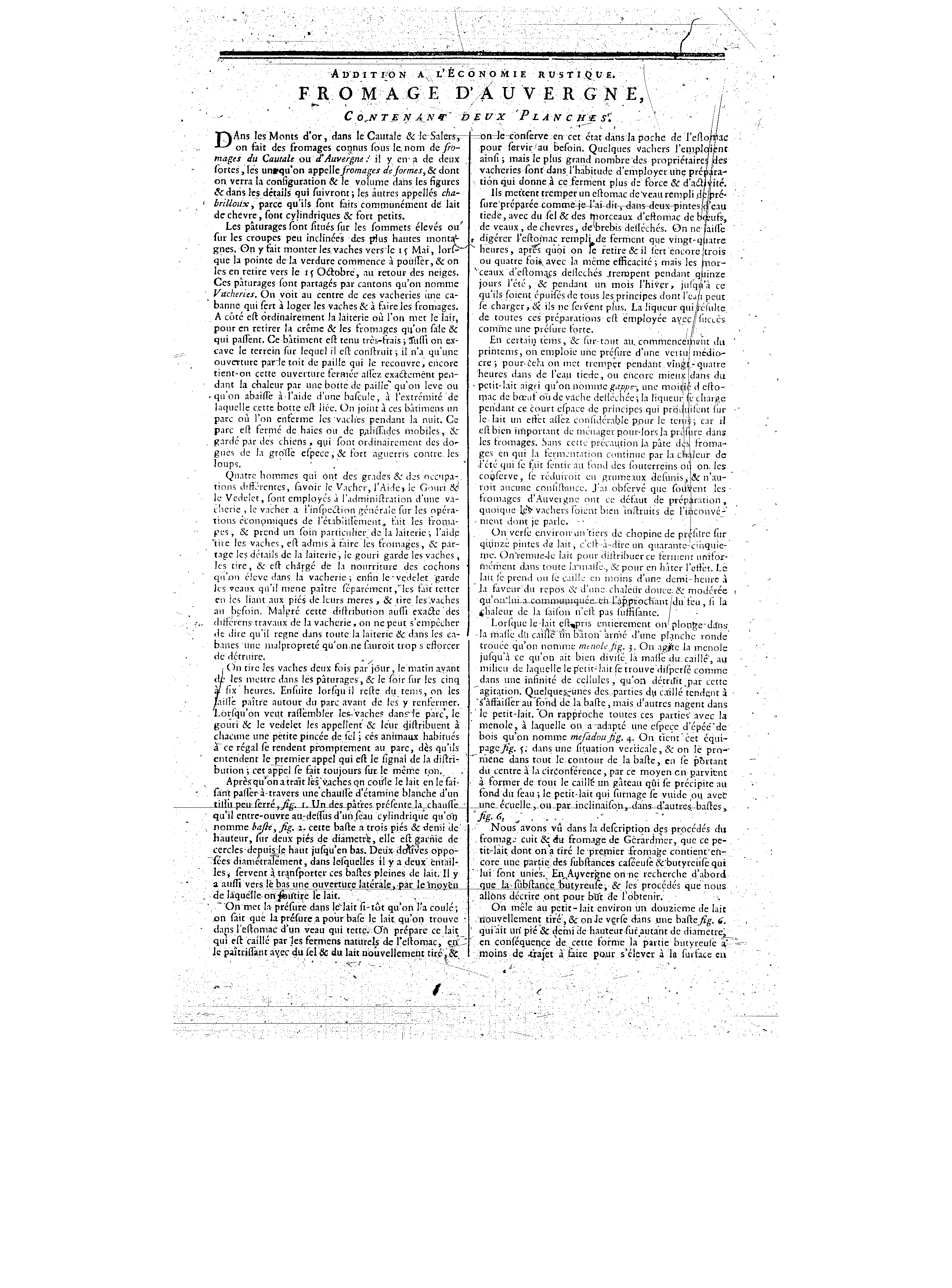
Fonctionnement des burons décrit dans l'Encyclopédie de Diderot et d'Alembert.

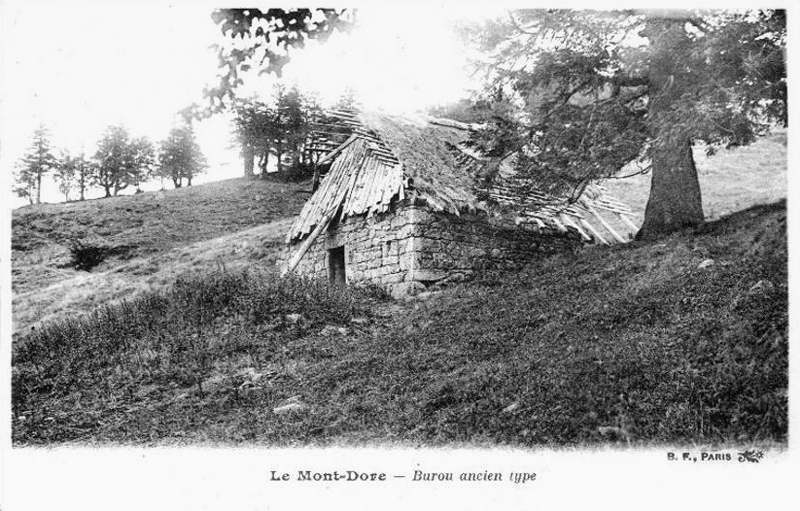
Buron en pierres maçonnées sous toiture de chaume à quatre pans au Mont-Dore (Puy-de-Dôme). En ruine à l'époque du cliché, il représente l'« ancien type » de buron par rapport aux édifices en pierres maçonnées sous toiture de lauses ou d'ardoises.

Le mot buron vient de la racine bur qui a donné en vieux français (XIIe – XVe siècles) le mot buiron (m) signifiant « cabane » .
Toutefois, selon Marcel Lachiver, il existait à l'origine deux appellations occitanes :
- fogal ou fougal est le nom parfois donné aux cabanes qui servaient de burons dans les montagnes du Massif central parce qu'elles comportaient un foyer ;
- mazuc/masuc ou masut/mazut[3], dans l'Aubrac, est le nom de huttes construites avec de fortes perches de hêtres recouvertes de mottes de terre ou de gazon, huttes où l'on préparait le beurre et le fromage.

Pour Léonce Bouyssou, longtemps directrice des archives départementales du Cantal, on trouve au XIIIe siècle le terme général de « cabana » puis celui de « fogal » indiquant la présence d'un foyer, puis surtout celui de « mazuc », et parfois « trap ». Le mot français « buron » apparaît dans les textes dans la première moitié du XVIIe siècle et se trouve alors indifféremment employé avec ceux de « mazuc » ou de « fogal » qu'il va éliminer dans le Cantal vers la fin du siècle (du moins dans les actes écrits). Au XVIIe siècle, la carte de Cassini utilise le mot « buron » vers Aurillac et Murat, mais « vacherie » vers Allanche. Maurice Robert souligne que les termes tra, chabano, mazuc désignent la même chose que buron.
Selon E. Lapayre, dans le Forez, le terme de « buron » n'était pas d'usage courant. Il ne figure d'ailleurs pas sur la carte de Cassini. Ce seraient les auteurs de la carte d'État-Major qui l'y auraient introduit par analogie avec le Cantal. Les paysans désignaient leurs chalets d'été sous le nom de « cabanes » ou de « loges » ; « cabane » était surtout usité sur le versant occidental, « loge » sur le versant oriental. « Jas » pouvait désigner soit une cabane isolée, soit l'ensemble des cabanes d'un même quartier. Les paysans employaient aussi le terme français de « jasserie ».
Les premières mentions de burons sur le plateau d'Aubrac apparaissent avant 1700. Ainsi, le bail des Fontanilles stipule en 1717 « que le fermier aura liberté d'aller dans le bois d'Aubrac, après avoir averti les gardes, pour ramasser le bois nécessaire pour faire des burons, parcs, clayes et cabanes pour le service de la montagne ». Il s'agit donc d'édifices où le bois était employé.
Par la suite, le terme « buron » désigne des édifices maçonnés, avec cheminée et toiture de lauzes, construits par des équipes de maçons et de charpentiers au XIXe siècle pour le compte de gros fermiers ou de propriétaires urbains.
L'application du terme « buron » à tous les bâtiments d'estive des massifs d'Auvergne est une commodité de géographes, alors qu'il reste d'autres noms vernaculaires employés par les paysans.

## Évolution architecturale

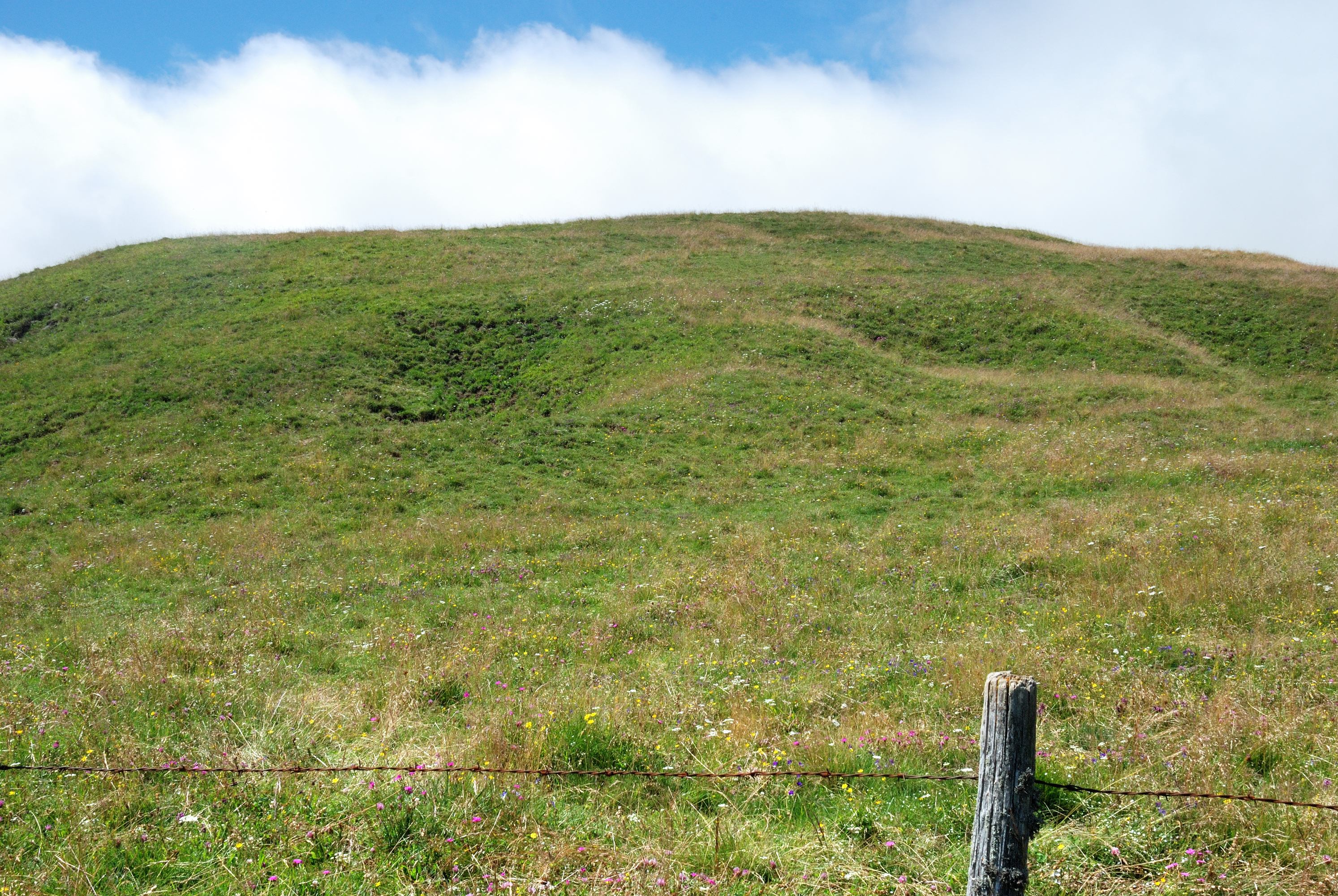
Vestiges de tras (« trous », « creux »), dans le Cézallier à proximité du village de Brion.

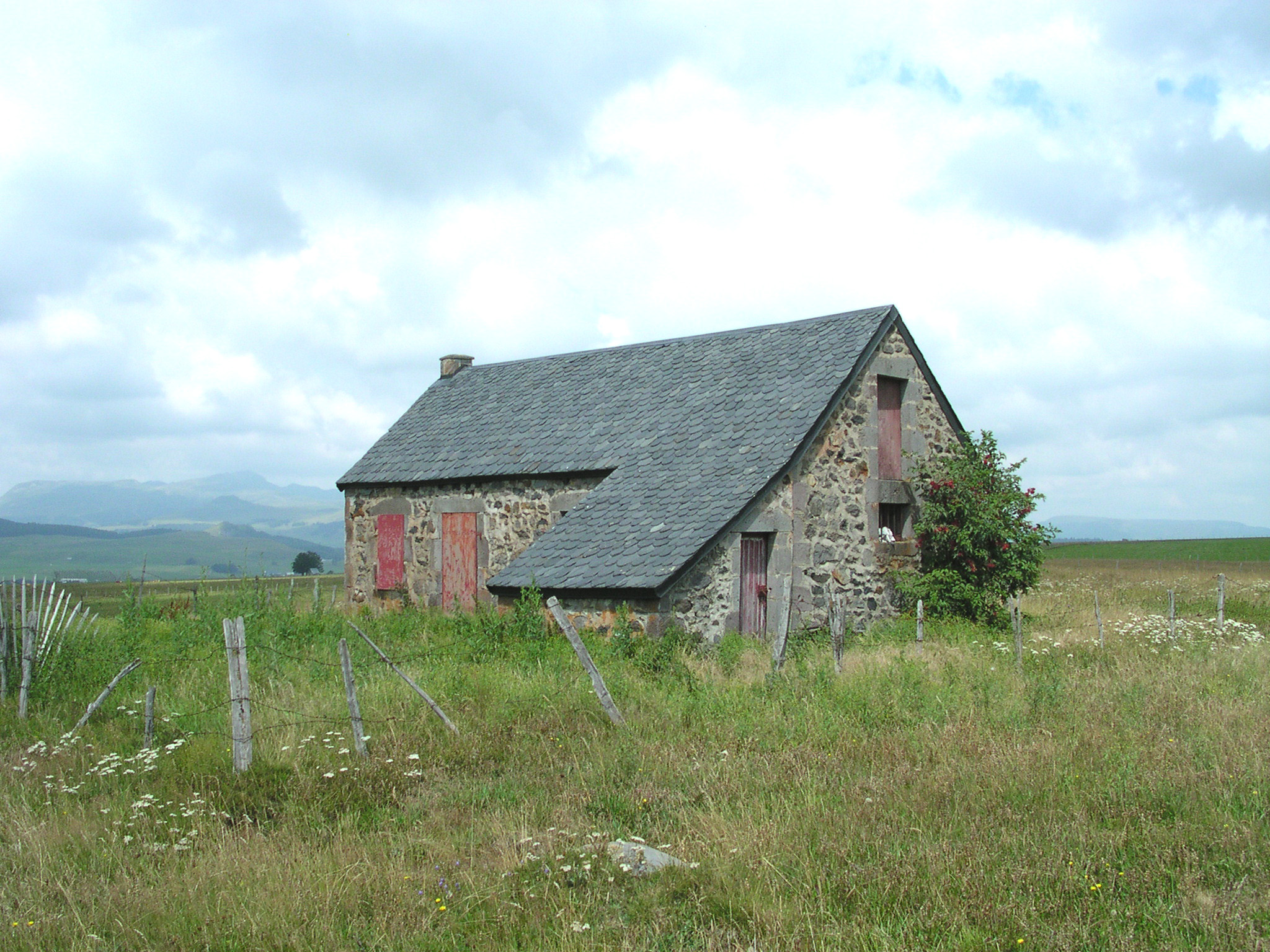
Buron construit au début du XXe siècle en maçonnerie de pierre sous ardoises vers Anglard (commune de Besse-et-Saint-Anastaise) à côté du puy de Sancy.

Au XIIIe siècle, des textes commencent à mentionner la pratique du pâturage d'estive. La première mention de « cabane à fromages » dans les monts du Cantal est datée de 1265. Elle concerne une « redevance qui sera levée sur chaque cabane à fromage nouvellement construite » dans le mandement de Saint-Martin-sous-Vigouroux, en Haute-Auvergne.
Ancêtre du buron, le tra (c'est-à-dire « trou », « creux », cf. buron de Tras Viel sur la commune de Cheylade) était des plus sommaires : il consistait en une ou deux pièces creusées dans le sol sous une couverture en mottes de gazon. Ce genre de bâtiment était de courte durée et on en changeait souvent comme en témoignent les nombreux entonnoirs visibles dans les pâturages.
Dans certaines montagnes, le déplacement des cabanes à fromages était limité, voire interdit : ainsi, un accord de 1570, prévoyait qu'à la montagne des Chazes, près du Griou, elles ne pouvaient être « remuées » que tous les dix ans, tandis qu'à la montagne du Jouhanial, à Albepierre, il était interdit de les « fere ailhors » .
Par la suite, ce simple retranchement fut remplacé par un bâtiment rectangulaire à demi enterré, aux murs en pierres sèches coiffés soit d'un plafond de dalles de pierre sur encorbellements, soit de mottes de gazon sur une charpente sommaire.
On connaît un peu leur disposition au milieu du XVIe siècle, grâce à une information judiciaire faite en 1535 par le bailli du Carladès contre le seigneur de Dienne accusé d'avoir fait enlever des fromages dans certains mazucs : des petites maisons, avec une porte pouvant être verrouillée, dans lesquelles le fromage est recueilli et fabriqué pendant que les vaches sont dans la montagne.
Les « burons » sont décrits au début du XVIIIe siècle dans une lettre de Trudaine, alors intendant d'Auvergne, comme « des cabanes sous terre, en partie recouvertes de gazon où l'on fait le fromage de pays [ici dans le Cantal] et qui sont construites à peu de frais. Les propriétaires des pâturages de montagne trouvent un avantage à changer de place de temps en temps leurs burons, c'est ainsi qu'on les nomme, dans l'intérêt des fermiers ».
Les burons « vousté et thuilé » (la tuile désignant la lauze) ont commencé à être construits en pierres maçonnées au mortier dans la deuxième moitié du XVIIIe siècle. L'agronome de Murat-Sistrières fait voûter et couvrir les siens, nous dit-il, vers 1760, afin de « les mettre à l'abri de tout accident et surtout de la foudre qui en consumait annuellement quelques-uns ». Il subsiste plusieurs burons portant le millésime de cette époque sur le linteau de la porte: 1772, au Puy de la Bane, 1769 à Grandval, 1721 au pied du col de Cabre. Tous ceux qui ont été construits par la suite ne sont pas très différents.

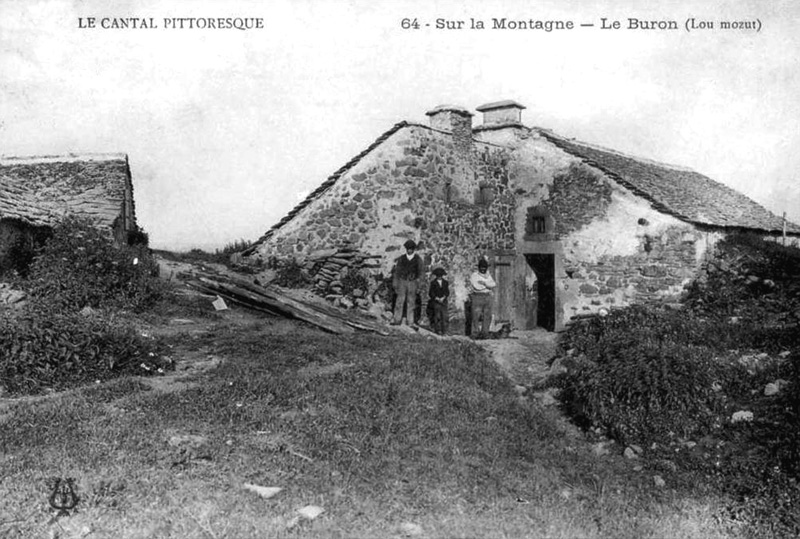
Buron (en français) ou mozut en patois du Cantal, bâti en pierres maçonnées et couvert de lauses (XIXe siècle).

Une unique porte, ménagée dans le mur pignon lorsqu'il fait face à la vallée, permet d'entrer dans la première pièce où le fromage est fabriqué, ensuite dans le « caveau » qui sert à conserver et à faire mûrir les nouvelles pièces de fromages (les fourmes). Pas de cheminée pour le feu qui se fait dehors, ni de chambre pour les bergers, mais toujours une bonne source à proximité.
À la fin du XIXe siècle certains burons sont une solide construction en pierre, parfois en partie enterrée, au toit de chaume pour les plus anciens, et plus généralement de lauzes. Il est désormais constitué de trois pièces :
- à l'étage, la pièce où dorment les buronniers et où le foin est engrangé,
- au rez-de-chaussée, la pièce où est fabriquée la tome (tóma), caillé frais pressé qui permet de préparer un mets, l'aligot (aligót), et qui donne la fourme (fórma),
- la cave, dans laquelle s'affinent les fromages (appelés cantal dans les monts du Cantal et laguiole en Aubrac).

## Fonctionnement

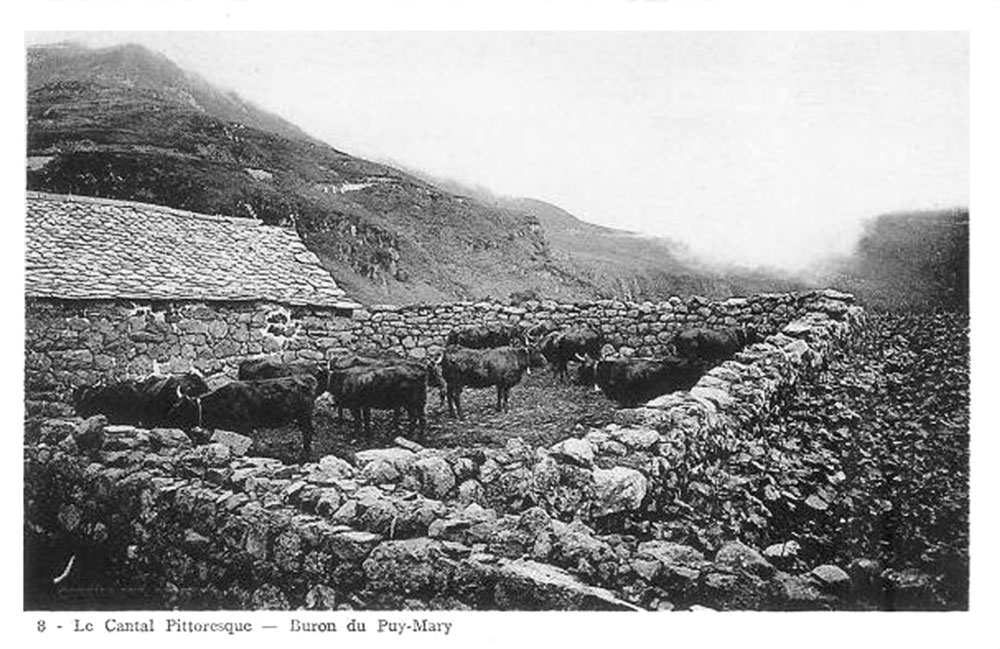
Buron avec son enclos en pierre sèche au puy Mary (Cantal), au début du XXe siècle.

Au XIXe siècle, l'estive au buron était assurée par quatre buronniers ou davantage selon la taille du troupeau, :
- le roul, en général un adolescent servant d'homme à tout faire,
- le bédelier (bedeliè), chargé de s'occuper des veaux (bedelóus), notamment de les amener à la mère pour amorcer la lactation,
- le pastre (pástre), 1er berger chargé de garder et rassembler le troupeau pour la traite,
- le cantalès (contalés), patron-vacher du buron chargé de fabriquer la tome fraîche et le fromage qui en est issu (cantal ou laguiole).

Aux buronniers s'ajoutait le chien pour ramener les vaches (fonction exercée également par le roul). 
Deux fois par jour, le matin très tôt et en fin d'après-midi, la traite des vaches fournit le lait, transporté au buron dans la gerle. Le lait, emprésuré, est ensuite mis à « prendre » pendant 1 heure. Le caillé ainsi obtenu est découpé à l'aide d'une menòla (terme de la Lozère et de l'Aveyron) ou d'un frénial (terme du Cantal) ou encore tranche-caillé, puis séparé du petit-lait. Le caillé est ensuite pressé sous la catseuse (grande presse en bois) et devient la tome. Celle-ci est ensuite émiettée à l'aide de la fraiseuse, salée, puis transvasée dans un moule en bois ou en aluminium dans lequel elle est pressée à nouveau.
Enfin, la fourme ainsi obtenue est entreposée dans la cave du buron (à une température d'environ 10 °C) pour l'affinage qui dure de 45 jours à plusieurs mois (10 mois en général et 18 mois au maximum).

## Les raisons d'un déclin
La production de la fourme du Cantal sur les crêtes de la Margeride a connu un développement significatif durant le Second Empire, en lien avec l'essor du « métayage cantalou ». Cette fromagerie traditionnelle, similaire à celle pratiquée dans d'autres massifs du Massif central, a bénéficié d'un marché dynamique et d'une demande croissante, particulièrement dans la région parisienne et à l’étranger. Cet engouement pour la fourme a également conduit à la création de « montagnes à buron », reflet de la prospérité du commerce et de l'industrie observée dans la seconde moitié du XIXe siècle.
Dans les années 1945-1950, un millier de burons étaient encore en activité (264 burons sur l'Aubrac) dans ce qui était encore des montagnes à fromage. Dans les années 1960, leur nombre chuta à environ 60 (51 sur l'Aubrac en 1964) à la suite de la modernisation de l'agriculture. Les deux derniers burons de l'Aubrac (Calmejane en Aveyron et Le Théron en Lozère) furent fermés le 13 octobre 2002, la mise aux normes européennes exigeant des investissements trop lourds.
Les burons ont été abandonnés en raison de plusieurs facteurs : politique de réduction démographique de la population agricole et rurale, baisse de rentabilité de l'agriculture extensive, normalisation des modes de vie, remplacement des solidarités communautaires et familiales par le droit social des salariés. La pénibilité des conditions de travail (la traite des vaches sous la pluie, le vent, la neige parfois, l'absence de confort et de logement décent) rebutaient les jeunes, qui préféraient gagner la capitale à la recherche d'un emploi administratif.

## Vers un renouveau?

### Remises en activité
Quelques burons sont en activité en 2021 :
- Le buron de Born à Marchastel (Lozère).
- Le buron de Cap Combattut à Marchastel (Lozère).
- Le relais des Lacs aux Salces (Lozère).
- Le buron de Caméjane à Saint-Chély-d'Aubrac (Aveyron).
- Le buron du col de Légal à Saint-Projet-de-Salers (Cantal).
- Le buron d'Algour à Saint-Paul-de-Salers (Cantal).
- Le buron de la Reiche, à Saint-Bonnet-de-Salers (Cantal).

La production fromagère des burons (elle était de 700 tonnes par an en 1946) est assurée aujourd'hui par la coopérative Jeune Montagne de Laguiole dans l'Aveyron, ainsi que par des agriculteurs du Cantal. Cette production ne cesse de croître.

### Nouvelles affectations
L’Association de sauvegarde des burons du Cantal a entrepris plusieurs restaurations. Trente burons ont pu garder ou retrouver une activité économique sous l'impulsion de particuliers, encouragés par divers organismes comme le Conservatoire régional de l'habitat d'estive, Chamina, l'association pour le développement de la randonnée dans le Massif-Central, la Chambre d'agriculture du Cantal et aussi le parc naturel régional des volcans d'Auvergne et l'association des Gîtes de France de Haute-Auvergne : certains sont transformés en musée ethnographique (buron de Belles-Aigues à Laveissière (Cantal)), d'autres en gîte (burons de Niercombe et de la Fumade-Vieille à Saint-Jacques-des-Blats (Cantal)), d'autres encore en auberge et restaurant (buron de la Combe de la Saure, buron du Chaussedier au Vaulmier (Cantal), burons du Baguet et de Meije-Costes à Laveissière).